# Julijana Matanović
Julijana Matanović (* 6. April 1959 in Gradačac, Sozialistische Republik Bosnien und Herzegowina, Sozialistische Föderative Republik Jugoslawien) ist eine kroatische Schriftstellerin von Kurzgeschichten und Romanen (Romancier). 

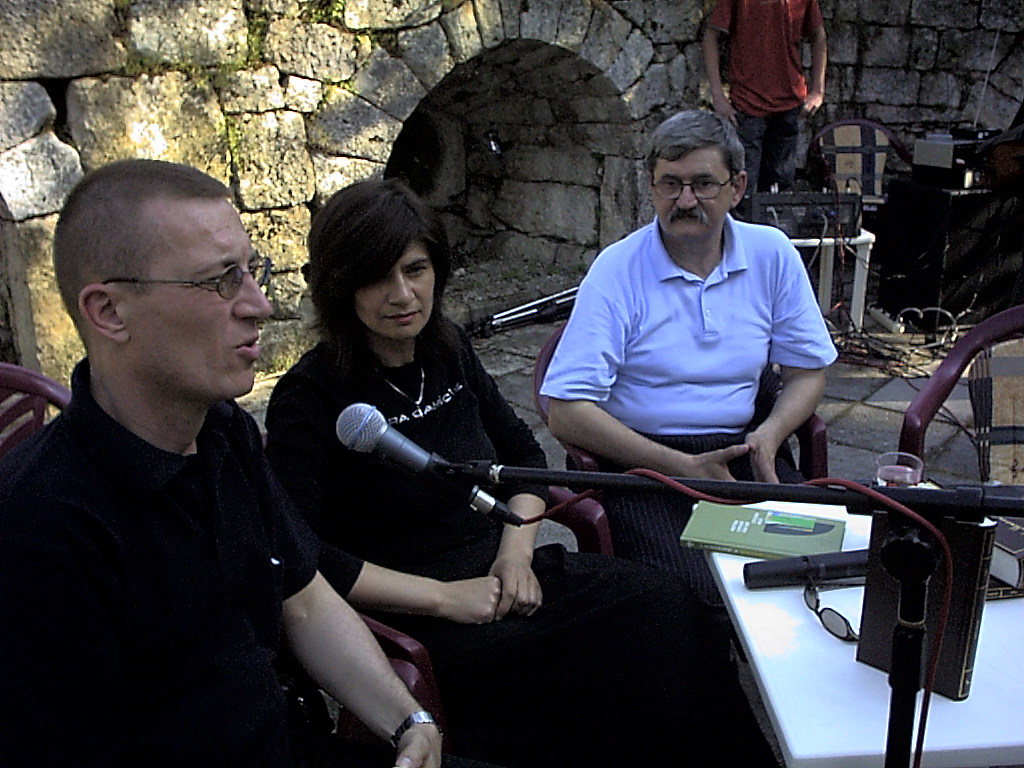
Julijana Matanović (2005)

Sie ist Professorin an der Universität Zagreb an der Fakultät für Geistes- und Sozialwissenschaften, wo sie zeitgenössische kroatische Literatur unterrichtet.

## Leben
Sie wurde im Jahre 1959 in Gradačac geboren und ging in Đurđenovac zur Schule. Später besuchte sie das Gymnasium in Našice, bevor sie sich an der Josip-Juraj-Strossmayer-Universität Osijek einschrieb, wo sie 1982 einen Abschluss in jugoslawischen Sprachen und Literatur machte. 1998 promovierte sie an der Fakultät für Geistes- und Sozialwissenschaften der Universität Zagreb mit einer Dissertation mit dem Namen: Povijesni roman u hrvatskoj književnosti XX. stoljeća (deutsch Der historische Roman des 20. Jahrhunderts in der kroatischen Literatur).
Ihre Werke wurden ins Deutsche, Ungarische, Serbische und Slowenische übersetzt.

## Werke (Auswahl)
- Zašto sam vam lagala (1997)
- Bilješka o piscu (2000), ISBN 978-953-14-2108-9, OCLC 1019247496
- Lijepi običaji (2000)
- Kao da smo otac i kći (2003), ISBN 978-953-200-851-7, OCLC 57736760
- Krsto i Lucijan (2003)
- Laura nije samo anegdota (2005)
- Tko se boji lika još (2008), ISBN 978-953-12-0831-4, OCLC 302231264
- Knjiga od žena, muškaraca, gradova i rastanaka (2009)